# جبل هود

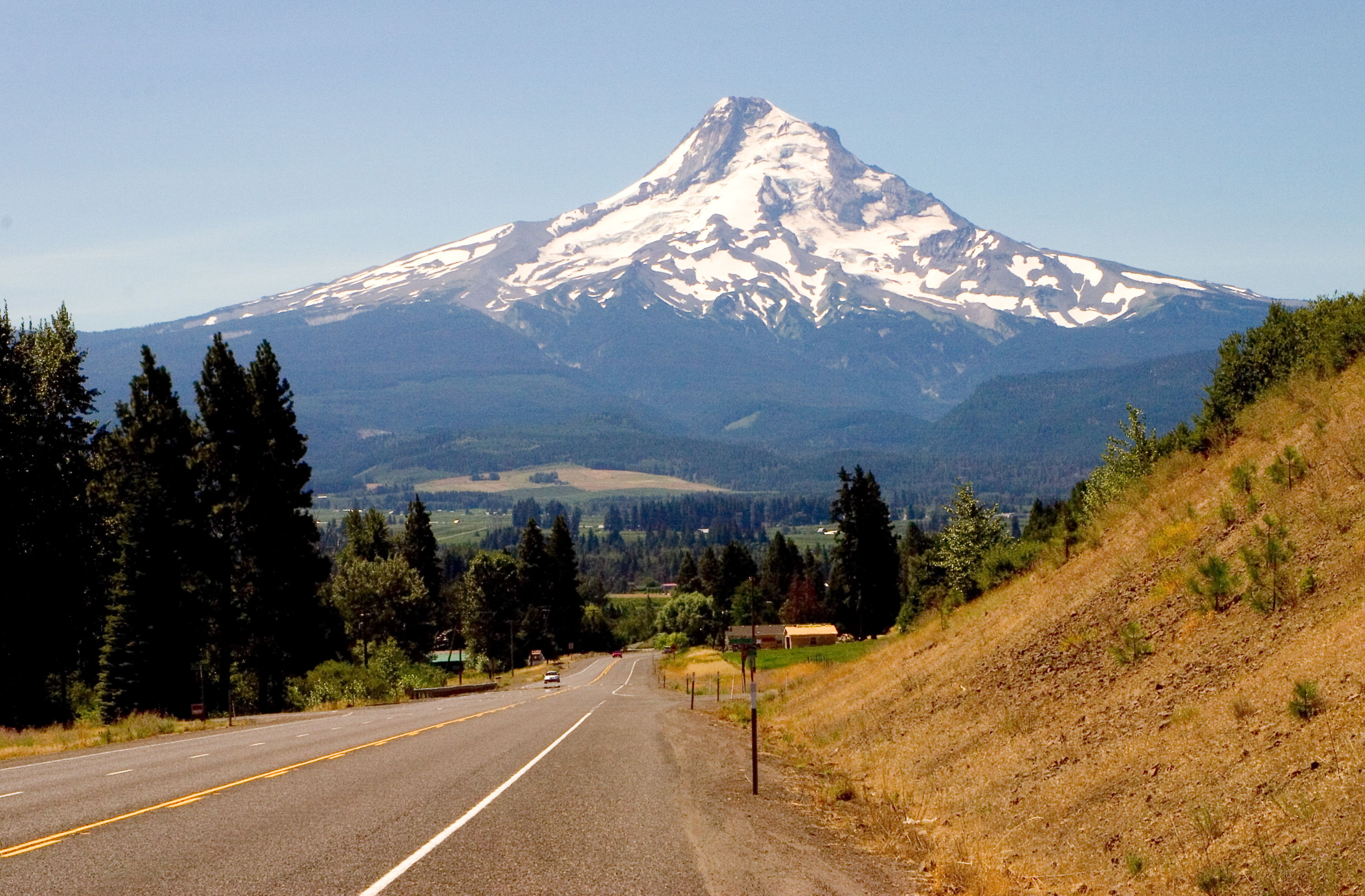
الجانب الشمالي من جبل هود

جبل هود هو بركان يقع في شمال ولاية أوريغون في الساحل الغربي للولايات المتحدة (ساحل المحيط الهادئ)، ويبعد حوالي 50 ميلًا (80 كم) وجنوب شرقي بورتلاند.
ارتفاع جبل هود هو 3429 م (11249 قدم)، وهو أعلى نقطة في ولاية أوريغون.

## الأنهار الجليدية
يوجد فوق جبل هود 12 نهر جليدي.

## التسلق

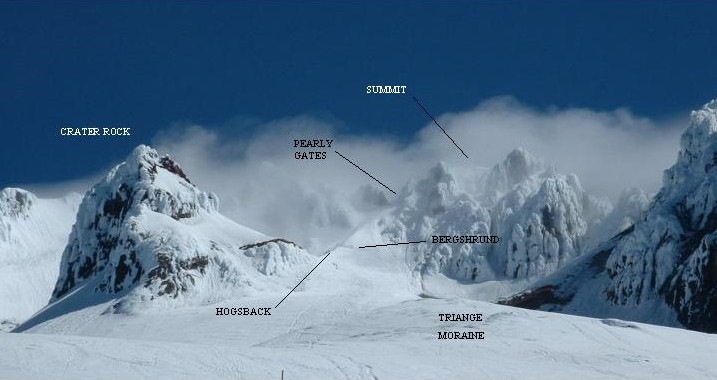
المعالم على طول طريق التسلق على الجانب الجنوبي لجبل هود، دائرة الغابات الأمريكية

### حوادث التسلق
اعتبارا من مايو 2002، كان أكثر من 130 شخصًا قد لقوا حتفهم في حوادث متعلقة بتسلق جبل هود منذ عام 1896.